# 18／40 －兩個人的夢想與戀愛－
《18／40～兩人的夢想與愛情～》是TBS電視台於2023年7月11日至9月12日播出的週二連續劇，由福原遙和深田恭子雙主演。
臺灣由KKTV於2023年7月12日起跟播。

## 登場人物

### 主要人物
- 仲川有栖：福原遙[1]

18歲，成修大學1年級生。熱愛藝術、夢想是成為活躍於國外的策展人。母親於11歲時逝世，與父親同住。於進入大學時，意外懷孕，雖然男友的母親逼迫墮胎，但還是決定以單親媽媽的身份生下小孩。
- 成瀨瞳子：深田恭子[1]

即將40歲的OL。就職於當代藝術公司「BV Art」。已經有10年專注於工作上沒有談戀愛，在決定接下來於結婚活動及備孕上努力之際，被診斷患有子宮內膜異位症。
- 黑澤祐馬：鈴鹿央士[2]

成修大學4年級生，夢想是成為職業舞者。住在有栖家附近的老舊公寓，在第四集尾，被揭示為黑澤祐一的兒子。
- 加瀨息吹：上杉柊平[2]

美術品運輸公司「Fine Art運輸」的專業司機，過去是在職業棒球界很活躍的選手。

### 仲川家
- 仲川市郎：安田顯[3]

有栖的父親。消防員。
- 仲川真理：美村里江[4]

有栖的母親。已逝。生前是高中美術老師。

### 有栖的相關人物
- 西村世奈：出口夏希[5]

有栖的高中同學及好友。
- 根本留依：長澤樹[5]

有栖的高中同學及好友。現為就讀服裝專門學校的1年級生，無性戀者。

### 成瀨家
- 成瀨貴美子：片平渚[4]

瞳子的母親。
- 成瀬秀之：神尾晉一郎

瞳子的哥哥。跟薰就讀於同一所醫大的醫師。

### 麻生家
- 麻生康介：八木勇征（FANTASTICS）[5]

有栖的男友。是有栖高中相差2年的前輩。互相在美術社團認識，現在是就讀於美術大學的3年級生。在有栖告知她懷有身孕後，什麼都沒說一聲不響的去加拿大留學、離她而去。
- 麻生由美子：Sylvia Grab[6]

康介的母親。逼迫懷有與康介之間孩子的有栖墮胎。
- 麻生和彦：丸山智己

康介的父親。

### 成修大學
- 光峯綾香：嵐莉菜[5]

祐馬的童年玩伴。研究生。
- 森尾惠美：鈴木優華

有栖的大學同學。
- 鈴江真子：荒川知佳

有栖的大學同學。

### 柴崎婦科診所
- 柴崎薰：松本若菜[4]

瞳子自高中時期的好友。婦產科醫師，也是有栖的主治醫生。
- 山邊桃子：HONOKA

護士。

### Fine Art運輸
- 相澤義彥：山崎樹範

加瀨的上司。
- 榊原透子：北香那

從名古屋分店調動的東京分店的新人。

### BV Art
- 伊藤茜：佐野日向子[7]

瞳子的直屬下屬。
- 鮫島勇樹：葵揚[7]

科技設計組的組長。
- 濱田KILALA：菊池日菜子[7]

瞳子、茜的助手。愛八卦的Z世代。
- 寺田孝志：浦井悟弘[7]

本部長。瞳子的直屬上司。
- 黑澤祐一：高嶋政宏[6]

「BV Art」母公司的不動產公司「BV Real Estate」社長。

### Color
- 本橋和也：坂口涼太郎[7]

藝廊咖啡廳「Color」的店長。雇用有栖作短期兼職。
- 三上Mika：川端結愛

店員。

## 製作團隊
- 劇本：龍居由佳里、木村涼子
- 配樂：吉俣良
- 主題曲：Ado《向日葵》（日本環球音樂）[8]
- 製作人：韓哲、荒木沙耶、內川祐紀
- 導演：福田亮介、松木彩、宮崎萌加
- 製作：TBS電視台

## 播出日程
- 第1話加長15分鐘（22:00 - 23:12）。

| 集數                                                                      | 播出日期 | 副標題                                    | 編劇                        | 導演          | 收視率 |
| ------------------------------------------------------------------------- | -------- | ----------------------------------------- | --------------------------- | ------------- | ------ |
| episode1                                                                  | 7月11日  |                                           | 龍居由佳里 木村涼子（協力） | 福田亮介      | 6.6%   |
| episode2                                                                  | 7月18日  |                                           | 龍居由佳里 木村涼子（協力） | 福田亮介      | 6.8%   |
| episode3                                                                  | 7月25日  |                                           | 龍居由佳里 木村涼子（協力） | 福田亮介      | 6.6%   |
| episode4                                                                  | 8月01日  |                                           | 木村涼子 龍居由佳里（協力） | 松木彩        | 5.9%   |
| epiaode5                                                                  | 8月08日  |                                           | 木村涼子 龍居由佳里（協力） | 松木彩        | 6.4%   |
| epiaode6                                                                  | 8月15日  |                                           | 龍居由佳里 木村涼子（協力） | 宮﨑萌加      | 6.4%   |
| episode7                                                                  | 8月22日  |                                           | 龍居由佳里 木村涼子（協力） | 福田亮介      | 6.9%   |
| episode 8                                                                 | 8月29日  | “ふたつ”の別れ―交錯する想いと、友情の行方 | 木村涼子 龍居由佳里（協力） | 松木彩        | 5.9%   |
| episode 9                                                                 | 9月05日  |                                           | 龍居由佳里 木村涼子         | 韓哲 宮﨑萌加 | 6.1%   |
| The last episode                                                          | 9月12日  |                                           | 龍居由佳里 木村涼子（協力） | 福田亮介      | 6.2%   |
| 平均收視率 6.4%（收視率由Video Research調查關東地區、家戶的即時統計資料） |          |                                           |                             |               |        |

## 外部連結
- 官方网站 （日語）
  - 18／40 －兩個人的夢想與戀愛－的X（前Twitter） （日語）
  - 18／40 －兩個人的夢想與戀愛－的Instagram帳戶 （日語）
  - 18／40 －兩個人的夢想與戀愛－的TikTok（日語）

| 日本 TBS電視台 週二連續劇                   | 日本 TBS電視台 週二連續劇                             | 日本 TBS電視台 週二連續劇 |
| ------------------------------------------- | ----------------------------------------------------- | ------------------------- |
|                                             | 18／40～兩人的夢想與愛情～ （2023年7月11日－9月12日） |                           |
| 獻給國王的無名指 （2023年4月18日－6月20日） | 我的第二青春 （2023年10月17日－12月19日）             |                           |